# Bibliotheca Fratrum Polonorum
Bibliotheca Fratrum Polonorum quos Unitarios vocant (łac. Biblioteka Braci Polskich zwanych Unitarianami) – zbiór najważniejszych dzieł braci polskich, wydanych przez nich na emigracji w Amsterdamie w latach 1665–1669 (niekiedy podaje się błędną datę 1656). Wiele spośród pism składających się na ten zbiór zostało wydrukowanych wcześniej (m.in. w drukarni Akademii Rakowskiej w latach 1602–1638). W 1674 roku Biblioteka Braci Polskich trafiła na Indeks ksiąg zakazanych.
Wywarł znaczący wpływ na postępowych myślicieli Zachodu, m.in. Johna Locke’a, Johna Tolanda i Barucha Spinozę.